# Csicshuk állomás
Csicshuk (Jichuk) állomás a szöuli metró 3-as vonalának állomása Kjonggi (Gyeonggi) tartomány Kojang (Goyang) városában.

## Nevének eredete
Nevét a tong (dong)ról kapta, ahol található. A Csoszon (Joseon)-korban két falu volt itt, Csidzsong-ri (Jijeong-ri), ahol papírt gyártottak, és Cshuk-ri (Chuk-ri), mely bokorhere-földjeiről volt híres. Később a területet összevonták és a két település első szótagjából jött létre a Csicshuk (Jichuk) név.

## Viszonylatok
| 3-as vonal                              | 3-as vonal | 3-as vonal                           |
| --------------------------------------- | ---------- | ------------------------------------ |
| Szamszong (Samsong) Tehva (Daehwa) felé | fő vonal   | Kuphabal (Gupabal) Ogum (Ogeum) felé |